# NGC 346
NGC 346 este un roi deschis situat în Micul Nor al lui Magellan, în constelația Tucanul. A fost descoperit în 1 august 1826 de către James Dunlop. De asemenea, a fost observat încă o dată în 11 aprilie 1834 de către John Herschel.

## Galerie

NGC 346 (ESO)
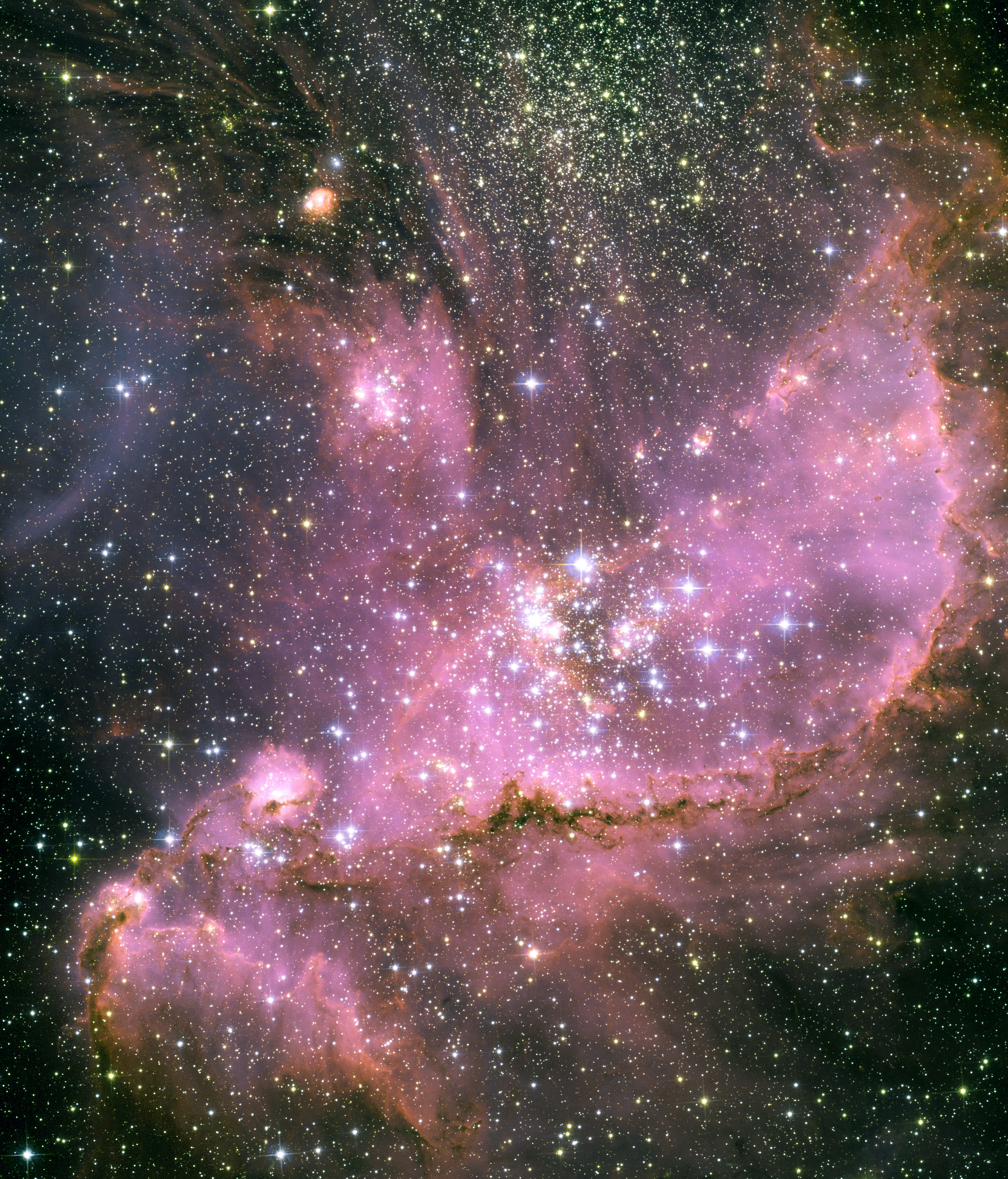
NGC 346 (Telescopul spațial Hubble)